# KissKissBankBank
KissKissBankBank est une entreprise française de financement participatif fondée en 2010.

## Histoire
En septembre 2009, une version bêta de KissKissBankBank est lancée, comportant une dizaine de projets musicaux.
En 2009, 1,4 million d'euros sont levés auprès de XAnge Private Equity.
KissKissBankBank est ouvert officiellement en mars 2010 par Ombline Le Lasseur, Vincent Ricordeau et Adrien Aumont, sur le modèle de Kickstarter. La plateforme élargit ses catégories aux différentes formes de création et devient un site généraliste.
Durant l'année 2013, la plateforme connaît une augmentation significative dans la récolte de dons. En effet, 8 millions de dons sont collectés tandis que 3 millions avaient été collectés entre mars 2010 et décembre 2012. Cet essor se situe dans un contexte, où le financement participatif augmente de 160 % en France durant l'année 2013.
En 2013, est fondé parallèlement Hellomerci qui vise à permettre « à tout un chacun de solliciter un financement auprès de sa communauté proche », avec des prêts à taux zéro dans une optique de micro-entrepreneuriat. L'activité de cette plateforme est mise en sommeil depuis décembre 2017.[réf. souhaitée]
En novembre 2014, KissKissBankBank Technologies donne naissance à Lendopolis, plateforme de financement participatif par prêts (crowdlending) pour les TPE/PME. En mars 2019, cette activité est suspendue ; la plateforme devient essentiellement dédiée aux acteurs des énergies renouvelables et de l'immobilier.
En 2015, le marché du financement participatif français ralentit tant concernant le nombre de projets financés que les montants collectés. Pour une croissance d'environ 75% en 2014, KissKissBankBank enregistre l'année suivante un taux de 15 à 20%.
En 2016, l'entreprise annonce une levée de fonds de 5,3 millions d'euros.
En juin 2017, La Banque postale rachète 100 % de KissKissBankBank & Co. À cette occasion, l'un des fondateurs explique qu'il est « difficile pour une entreprise, certes avec une forte notoriété, mais de petite taille, de continuer à combattre sur un marché devenu très concurrentiel ». Une banque mobile, coconstruite par les deux entités et intitulée Ma French Bank, est annoncée pour 2019.
En mars 2018, KissKissBankBank rachète la plateforme de dons gratuits Goodeed et en juillet 2020, elle rachète la plateforme de dons Microdon.
En 2020, l'entreprise est l'un des principaux sites européens de financement participatif. Elle permet de financer plus de 31 000 projets.
En novembre 2024, La Banque postale annonce la vente de sa filiale KissKissBankBank à son concurrent Ulule,.

## Fonctionnement du financement
L'équipe du site procède à une première modération des projets qui lui sont présentés, et accepte en moyenne 1 projet sur 4. Selon Vincent Ricordeau, les projets refusés ne sont « pas assez créatifs » ou sont dans un état « embryonnaire ». Une fois cette sélection passée, les projets sont publiés sur le site qui crée l'interface entre les créateurs et les contributeurs que sont les internautes. Ceux-ci peuvent choisir une contrepartie de leur choix correspondant au montant du don, ou effectuer un don sans contrepartie. Les transactions sont effectuées par carte bancaire, et la société se rémunère en percevant une commission de 5 % sur les collectes réussies (+3 % de frais bancaires).
Les projets sont décrits avec un budget chiffré, un temps imparti pour la collecte et des contreparties fixées par le créateur selon les montants engagés. L'objectif financier fixé peut être dépassé pendant la période de collecte, mais il doit atteindre 100 % au moins à la date butoir pour que les internautes soient prélevés.
Sur l'année 2023, KissKissBankBank a collecté 12 millions d'euros pour des projets présents sur son site.

## Analyse des activités
Dans un portrait consacré aux cofondateurs, Libération écrit que la plateforme « défend une logique de mécénat » qui a pris « une tournure militante inattendue » consistant en la création d'une « utopie » : celle d'un système guidé par l'empathie.
Pour Le Monde, les participants sur KissKissBankBank ou Ulule ne font pas que soutenir des causes (principalement tournées vers l'écologie ou l'éthique). Ils s'inscrivent, d'une part, dans une dynamique de lutte contre un système qui leur déplaît et, d'autre part, dans une forme de participation par procuration : « Devenir « un peu propriétaire de ruches, même si je n’ai pas mon nom dessus » » selon les propos d'une donatrice.
Dans le même ordre d'idées, Stéphane Onnée et Sophie Renault relèvent que la participation des contributeurs n'est pas seulement financière et que la composante « émotionnelle » joue un rôle important en ce que les contributeurs deviennent des ambassadeurs du projet. En ce sens, lors d'une collecte réalisée en 2013 sur KissKissBankBank et portant sur la personnalisation de prothèses afin de développer des solutions davantage esthétiques pour les personnes handicapées, le porteur du projet demande ouvertement aux internautes d'utiliser leurs réseaux sociaux afin de relayer l'information, ce qui permet in fine d'accéder à des cercles éloignés.

## Données financières
Depuis 2016, toutes les années présentent un solde déficitaire, le chiffre d'affaires ne couvrant même pas les charges salariales.
|                          | 2015  | 2016  | 2017  | 2018  | 2019  | 2020  | 2021  | 2022  | 2023   |
| ------------------------ | ----- | ----- | ----- | ----- | ----- | ----- | ----- | ----- | ------ |
| Chiffre d'affaires en M€ | 2,08  | 2,69  | 2,48  | 2,67  | 2,47  | 2,78  | 2,81  | 2,55  | 2,73   |
| Résultat net en M€       | +0,41 | -0,56 | -1,85 | -2,26 | -3,54 | -8,27 | -5,88 | -3,88 | -25,46 |
| Effectif                 | 12    | 26    | 33    | 40    | 42    | 40    | 42    | 39    | 27     |

## Projets notables
En 2014, Mélanie Laurent et Cyril Dion récoltent 444 390 € pour financer un documentaire intitulé Demain sur les « solutions » (écologiques, sociétales, etc.) existantes autour du monde. 
La même année Jacques Rougerie récolte 344 650 € pour le financement de la partie supérieure du vaisseau SeaOrbiter.
En 2019, le réalisateur Antoine de Maximy a récolté plus de 250 000 euros pour financer son film, J'irai mourir dans les Carpates ,.
En 2020, le youtubeur et streamer, Bob Lennon, récolte 1 835 572 € pour son livre Les Aventures du Pyro-Barbare (et de Billy) dans : La Forteresse du Chaudron Noir. Ce projet est notable à double titre pour KissKissBankBank. D'abord parce qu'il s'agit de la plus grosse collecte de la plateforme ; ensuite parce qu'il a battu le record d'Europe du plus gros montant collecté sur une campagne de financement participatif. Le précédent record, réalisé sur la plate-forme Ulule en 2017, avait récolté 1,2 million d'euros pour le financement d'un jeu vidéo, Noob ;
La même année, les youtubeurs de la chaîne Vilebrequin récoltent 1 090 031 €, dont  300 000 € en 24 heures ce qui constitue un record européen sur le plan quantitatif, pour financer un projet visant à créer une Fiat Multipla d'au moins 1000 chevaux ;